# Himantoglossum
Himantoglossum là một chi thuộc họ Lan. Chi này xuất xứ ở Châu Âu và có một điều thú vị là labellum được chi thành ba phần. Phần ở giữa là dài nhất.
Các loài trong chi này gồm có:
1. Himantoglossum adriaticum H.Baumann, Orchidee (Hamburg) 29: 171 (1978).
2. Himantoglossum affine (Boiss.) Schltr., Repert. Spec. Nov. Regni Veg. 15: 287 (1918).
3. Himantoglossum calcaratum (Beck) Schltr., Repert. Spec. Nov. Regni Veg. Sonderbeih. A 1: 145 (1927).
4. Himantoglossum caprinum (M.Bieb.) Spreng., Syst. Veg. 3: 694 (1826).
5. Himantoglossum formosum (Steven) K.Koch, Linnaea 22: 287 (1849).
6. Himantoglossum hircinum (L.) Spreng., Syst. Veg. 3: 694 (1826).
7. Himantoglossum montis-tauri Kreutz & W.Lüders, J. Eur. Orch. 29: 655 (1997).

## Hình ảnh

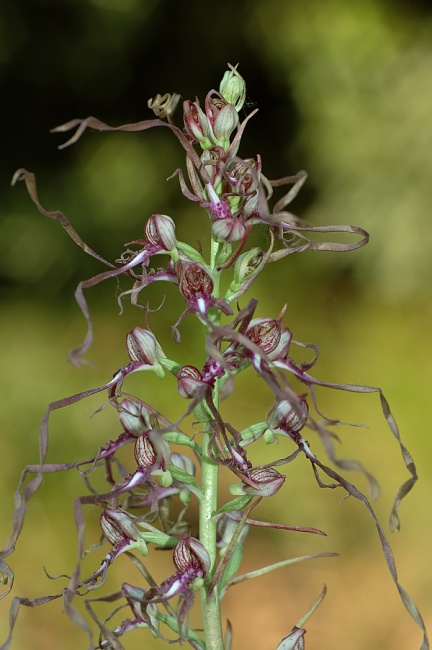
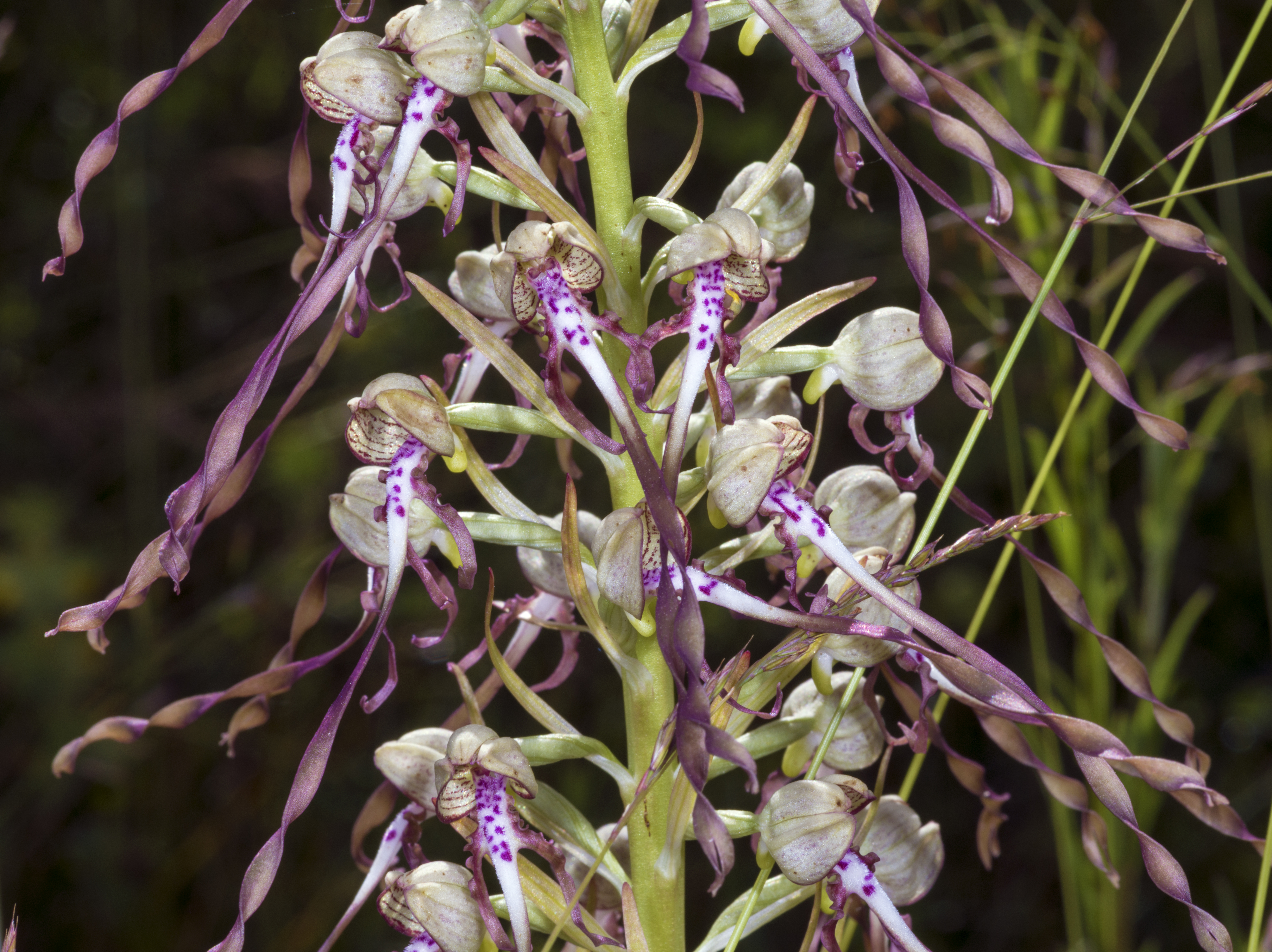